# Nicolás Abot
Nicolás Abot (Mar del Plata, provincia de Buenos Aires, Argentina. 28 de septiembre de 1985). es un futbolista argentino que juega de delantero en el Club Deportivo Norte del Torneo Regional Federal Amateur Argentina.

## Clubes
| Club                         | País          | Año              |
| ---------------------------- | ------------- | ---------------- |
| Olimpo                       | Argentina     | 2006-2007        |
| Pérez Zeledón                | Costa Rica    | 2007             |
| Deportivo Azogues            | Ecuador       | 2008             |
| Sportivo Italiano            | Argentina     | 2008             |
| Sporting Punta Alta          | Argentina     | 2008 - 2009      |
| Zamora FC                    | Venezuela     | 2009 - 2010      |
| Costa Cálida CF              | España        | 2010             |
| Rampla Juniors               | Uruguay       | 2011             |
| Real Tolve                   | Italia        | 2011             |
| Pacífico de Cabildo          | Argentina     | 2012             |
| Deportivo Laferrere          | Argentina     | 2012             |
| Ferro Carril Sud (Olavarría) | Argentina     | 2012             |
| Blooming                     | Bolivia       | 2013             |
| FC Jūrmala                   | Letonia       | 2014             |
| Bhayangkara F.C.             | Indonesia     | 2014 - 2015      |
| Salento Leverano             | Italia        | 2015             |
| Cooma Tigers                 | Australia     | 2015 - 2016      |
| Tasman United                | Nueva Zelanda | 2016             |
| Cooma Tigers                 | Australia     | 2017             |
| Victoria Wanderers           | Malta         | 2017             |
| Atletico Tricase             | Italia        | 2017             |
| Polisportiva Monte Cimine    | Italia        | 2018             |
| Pascoe Vale FC               | Australia     | 2018             |
| Alassio FC                   | Italia        | 2018             |
| Cooma Tigers                 | Australia     | 2019             |
| Krabi Football Club          | Tailandia     | 2019             |
| Roccasecca                   | Italia        | 2020             |
| Opountios Martinou           | Grecia        | 2020             |
| Panarkadikos                 | Grecia        | 2021             |
| Krabi Football Club          | Tailandia     | 2021             |
| Bankhai United               | Tailandia     | 2021-22          |
| ASD Cotronei Caccuri         | Italia        | 2022             |
| Gungahlin United FC          | Australia     | 2022-23          |
| Queanbeyan City FC           | Australia     | 2023-2024        |
| Club Deportivo Norte         | Argentina     | 2024- Actualidad |

## Palmarés

### Títulos nacionales
| Título                          | Club                       | País      | Año     |
| ------------------------------- | -------------------------- | --------- | ------- |
| Primera B Nacional              | Club Olimpo                | Argentina | 2006-07 |
| Mens State League 2             | Cooma Tigers Football Club | Australia | 2016    |
| Capital Football Federation Cup | Cooma Tigers Football Club | Australia | 2019    |
| Thai League 3                   | Krabi Football Club        | Tailandia | 2021-22 |
| Capital Premier League          | Queanbeyan City FC         | Australia | 2024    |
| Capital Premier Final           | Queanbeyan City FC         | Australia | 2024    |